# Député malgache
À Madagascar, un député est un élu qui siège à la chambre basse du Parlement, actuellement l'Assemblée nationale et anciennement l'Assemblée constituante. Depuis 1988, son élection de fait au suffrage universel direct dans le cadre des élections législatives via un mode de scrutin mixte, dans 119 circonscriptions. Ainsi, le scrutin uninominal majoritaire à un tour est appliqué dans 87 circonscriptions et le scrutin proportionnel plurinominal dans les 32 restantes.
Les députés ont pour responsabilité de représenter les intérêts de leurs circonscriptions respectives, de participer à l'élaboration et à l'adoption des lois, de contrôler l'action du gouvernement et d'exercer diverses fonctions parlementaires.

## Description
Chaque député, bien qu'élu pour représenter une circonscription spécifique, est un délégué de l'ensemble de la nation. Ainsi, que ce soit à l'Assemblée nationale ou dans sa zone d'élection, chaque député agit et s'exprime au nom du bien commun, plutôt qu'au nom d'un parti politique, d'un groupe d'intérêt ou d'une région particulière. Son travail s'étend à la fois au sein de l'Assemblée et dans sa circonscription. Dans cette dernière, le député reste à l'écoute de ses concitoyens, les rencontrant et les visitant. Toutefois, il est important de noter que les députés ne sont pas mandatés par leurs électeurs et prennent leurs décisions en fonction de leur propre interprétation de l'intérêt général.

## Élection
L'élection des 151 députés malgache se fait au scrutin universel direct dans chacune des 119 circonscriptions électorale. Dans les circonscriptions de moins de 300 000 habitants, où un seul député peut être élu, le scrutin uninominal majoritaire à un tour est appliqué. Les circonscriptions de plus de 300 000 habitants peuvent quant à elles envoyer deux députés à l'Assemblée nationale, requérant ainsi l'application du scrutin proportionnel plurinominal.

### Liste des circonscriptions
| Circonscription                         | Région              | Nombre de députés |
| --------------------------------------- | ------------------- | ----------------- |
| Ambalavao                               | Haute Matsiatra     | 1                 |
| Ambanja                                 | Région Diana        | 1                 |
| Ambato-Boeny                            | Boeny               | 1                 |
| Ambatofinandrahana                      | Amoron'i Mania      | 1                 |
| Ambatolampy                             | Vakinankaratra      | 1                 |
| Ambatomainty                            | Melaky              | 1                 |
| Ambatondrazaka                          | Alaotra-Mangoro     | 2                 |
| Ambilobe                                | Région Diana        | 1                 |
| Amboasary-Atsimo                        | Anosy               | 1                 |
| Ambohidratrimo                          | Analamanga          | 2                 |
| Ambohimahasoa                           | Haute Matsiatra     | 1                 |
| Ambositra                               | Amoron'i Mania      | 2                 |
| Ambovombe-Androy                        | Androy              | 2                 |
| Ampanihy                                | Atsimo-Andrefana    | 2                 |
| Amparafaravola                          | Alaotra-Mangoro     | 2                 |
| Analalava                               | Sofia               | 1                 |
| Andapa                                  | Sava                | 1                 |
| Andilamena                              | Alaotra-Mangoro     | 1                 |
| Andramasina                             | Analamanga          | 1                 |
| Anjozorobe                              | Analamanga          | 1                 |
| Ankazoabo                               | Atsimo-Andrefana    | 1                 |
| Ankazobe                                | Analamanga          | 1                 |
| Anosibe An'ala                          | Alaotra-Mangoro     | 1                 |
| Antalaha                                | Sava                | 1                 |
| Antanambao Manampotsy                   | Atsinanana          | 1                 |
| Antananarivo Atsimondrano               | Analamanga          | 2                 |
| Antananarivo Avaradrano                 | Analamanga          | 2                 |
| Antananarivo I                          | Analamanga          | 2                 |
| Antananarivo II                         | Analamanga          | 2                 |
| Antananarivo III                        | Analamanga          | 2                 |
| Antananarivo IV                         | Analamanga          | 2                 |
| Antananarivo V                          | Analamanga          | 2                 |
| Antananarivo VI                         | Analamanga          | 2                 |
| Antanifotsy                             | Vakinankaratra      | 2                 |
| Antsalova                               | Melaky              | 1                 |
| Antsirabe I                             | Vakinankaratra      | 1                 |
| Antsirabe II                            | Vakinankaratra      | 2                 |
| Antsiranana I                           | Région Diana        | 2                 |
| Antsiranana II                          | Région Diana        | 1                 |
| Antsohihy                               | Sofia               | 1                 |
| Arivonimamo                             | Itasy               | 2                 |
| Bealanana                               | Sofia               | 1                 |
| Befandriana Avaratra (Befandriana-Nord) | Sofia               | 1                 |
| Befotaka                                | Atsimo-Atsinanana   | 1                 |
| Bekily                                  | Androy              | 1                 |
| Beloha                                  | Androy              | 1                 |
| Belo sur Tsiribihina                    | Menabe              | 1                 |
| Benenitra                               | Atsimo-Andrefana    | 1                 |
| Beroroha                                | Atsimo-Andrefana    | 1                 |
| Besalampy                               | Melaky              | 1                 |
| Betafo                                  | Vakinankaratra      | 1                 |
| Betioky-Atsimo                          | Atsimo-Andrefana    | 1                 |
| Betroka                                 | Anosy               | 1                 |
| Boriziny (anciennement Port-Bergé)      | Sofia               | 1                 |
| Fandriana                               | Amoron'i Mania      | 1                 |
| Farafangana                             | Atsimo-Atsinanana   | 2                 |
| Faratsiho                               | Vakinankaratra      | 1                 |
| Fenoarivobe                             | Bongolava           | 1                 |
| Fenoarivo Atsinanana (Fenerive-Est)     | Analanjirofo        | 2                 |
| Fianarantsoa                            | Haute Matsiatra     | 2                 |
| Iakora                                  | Ihorombe            | 1                 |
| Ifanadiana                              | Vatovavy-Fitovinany | 1                 |
| Ihosy                                   | Ihorombe            | 1                 |
| Ikalamavony                             | Haute Matsiatra     | 1                 |
| Ikongo                                  | Vatovavy-Fitovinany | 1                 |
| Isandra                                 | Haute Matsiatra     | 1                 |
| Ivohibe                                 | Ihorombe            | 1                 |
| Kandreho                                | Betsiboka           | 1                 |
| Lalangina                               | Haute Matsiatra     | 1                 |
| Maevatanana                             | Betsiboka           | 1                 |
| Mahabo                                  | Menabe              | 1                 |
| Mahajanga I                             | Boeny               | 2                 |
| Mahajanga II                            | Boeny               | 1                 |
| Mahanoro                                | Atsinanana          | 1                 |
| Maintirano                              | Melaky              | 1                 |
| Mampikony                               | Sofia               | 1                 |
| Manakara                                | Vatovavy-Fitovinany | 2                 |
| Mananara Avaratra (Mananara-Nord)       | Analanjirofo        | 1                 |
| Manandriana                             | Amoron'i Mania      | 1                 |
| Mananjary                               | Vatovavy-Fitovinany | 2                 |
| Mandoto                                 | Vakinankaratra      | 1                 |
| Mandritsara                             | Sofia               | 1                 |
| Manja                                   | Menabe              | 1                 |
| Manjakandriana                          | Analamanga          | 1                 |
| Maroantsetra                            | Analanjirofo        | 1                 |
| Marolambo                               | Atsinanana          | 1                 |
| Marovoay                                | Boeny               | 1                 |
| Miandrivazo                             | Menabe              | 1                 |
| Miarinarivo                             | Itasy               | 1                 |
| Midongy Atsimo                          | Atsimo-Atsinanana   | 1                 |
| Mitsinjo                                | Boeny               | 1                 |
| Morafenobe                              | Melaky              | 1                 |
| Moramanga                               | Alaotra-Mangoro     | 2                 |
| Morombe                                 | Atsimo-Andrefana    | 1                 |
| Morondava                               | Menabe              | 1                 |
| Nosy Be                                 | Région Diana        | 1                 |
| Nosy Boraha                             | Analanjirofo        | 1                 |
| Nosy Varika                             | Vatovavy-Fitovinany | 1                 |
| Sakaraha                                | Atsimo-Andrefana    | 1                 |
| Sambava                                 | Sava                | 2                 |
| Soalala                                 | Boeny               | 1                 |
| Soanierana Ivongo                       | Analanjirofo        | 1                 |
| Soavinandriana                          | Itasy               | 1                 |
| Taolanaro (Fort-Dauphin)                | Anosy               | 2                 |
| Toamasina I                             | Atsinanana          | 2                 |
| Toamasina II                            | Atsinanana          | 1                 |
| Toliara I                               | Atsimo-Andrefana    | 2                 |
| Toliara II                              | Atsimo-Andrefana    | 2                 |
| Tsaratanana                             | Betsiboka           | 1                 |
| Tsihombe                                | Androy              | 1                 |
| Tsiroanomandidy                         | Bongolava           | 2                 |
| Vangaindrano                            | Atsimo-Atsinanana   | 2                 |
| Vatomandry                              | Atsinanana          | 1                 |
| Vavatenina                              | Analanjirofo        | 1                 |
| Vohemar                                 | Sava                | 1                 |
| Vohibinany                              | Atsinanana          | 1                 |
| Vohibato                                | Haute Matsiatra     | 1                 |
| Vohipeno                                | Vatovavy-Fitovinany | 1                 |
| Vondrozo                                | Atsimo-Atsinanana   | 1                 |

## Immunité
En application de l'article 73 de la Constitution, le député bénéficie d’un régime d’immunité parlementaire, qui peut être levée par le bureau de l'Assemblée nationale.

## Incompatibilité
Les incompatibilités prévues pour les députés français sont de plusieurs ordres : l'article 71 de la Constitution, a une clause générale qui interdit l'exercice des fonctions publiques non électives parlementaire et de tout emploi public, excepté l'enseignement.